# أصم باهلة
عبد الله بن الحجاج بن عبد الله بن كلثوم الذبياني الباهلي المعروف بأصم باهلة شاعر من شعراء العصر الأموي من بني ذبيان بن جنادة من قبيلة باهلة، ولا يعرف تاريخ ولادته ووفاته، وكان من الذين تعرضوا للشاعر المشهور الفرزدق فهجاه الفرزدق بعِدة قصائد وهجى قومه وأفحمه ولم يستطع أصم باهلة الرد قال معمر بن المثنى: «هجى الفرزدق أصم باهلة واسمه عبد الله بن الحجاج من بني ذبيان بن جنادة من باهلة فعجز الباهلي عن الرد».